# Соп'є
Соп'є (хорв. Sopje) — населений пункт і громада в Вировитицько-Подравській жупанії Хорватії.

## Населення
Населення громади за даними перепису 2011 року становило 2 320 осіб. Населення самого поселення становило 524 осіб.
Динаміка чисельності населення громади:
Динаміка чисельності населення центру громади:

## Населені пункти
Крім поселення Соп'є, до громади також входять: 
- Горнє Предрієво
- Грабич
- Йосипово
- Капинці
- Нова Шаровка
- Новаки
- Соп'янська Греда
- Шпанат
- Вашка
- Вишніця

## Клімат
Середня річна температура становить 11,40 °C, середня максимальна – 26,08 °C, а середня мінімальна – -5,76 °C. Середня річна кількість опадів – 718 мм.
| Клімат поселення                              | Клімат поселення | Клімат поселення | Клімат поселення | Клімат поселення | Клімат поселення | Клімат поселення | Клімат поселення | Клімат поселення | Клімат поселення | Клімат поселення | Клімат поселення | Клімат поселення | Клімат поселення |
| Показник                                      | Січ.             | Лют.             | Бер.             | Квіт.            | Трав.            | Черв.            | Лип.             | Серп.            | Вер.             | Жовт.            | Лист.            | Груд.            |                  |
| Середній максимум, °C                         | 6,00             | 8,14             | 12,78            | 17,34            | 22,72            | 26,08            | 25,55            | 24,96            | 20,46            | 15,25            | 9,50             | 5,20             |                  |
| Середня температура, °C                       | 0,11             | 2,30             | 6,90             | 11,46            | 16,84            | 20,22            | 21,89            | 21,30            | 16,80            | 11,60            | 5,85             | 1,54             |                  |
| Середній мінімум, °C                          | −5,76            | −3,62            | 1,04             | 5,59             | 10,96            | 14,33            | 18,22            | 17,64            | 13,12            | 7,92             | 2,19             | −2,11            |                  |
| Норма опадів, мм                              | 42               | 38               | 43               | 57               | 69               | 87               | 67               | 71               | 58               | 62               | 70               | 54               |                  |
| Середньомісячна швидкість вітру, м/с          | 2.22             | 2.50             | 2.80             | 2.70             | 2.40             | 2.20             | 2.18             | 1.97             | 2.00             | 2.00             | 2.20             | 2.30             |                  |
| Середньомісячна сонячна радіація, кДж/м²·день | 4113             | 6881             | 10737            | 15253            | 19376            | 21543            | 22290            | 19771            | 14707            | 8979             | 4606             | 3419             |                  |
| --------------------------------------------- | ---------------- | ---------------- | ---------------- | ---------------- | ---------------- | ---------------- | ---------------- | ---------------- | ---------------- | ---------------- | ---------------- | ---------------- | ---------------- |
| Джерело:                                      |                  |                  |                  |                  |                  |                  |                  |                  |                  |                  |                  |                  |                  |